# Alfons Petzold

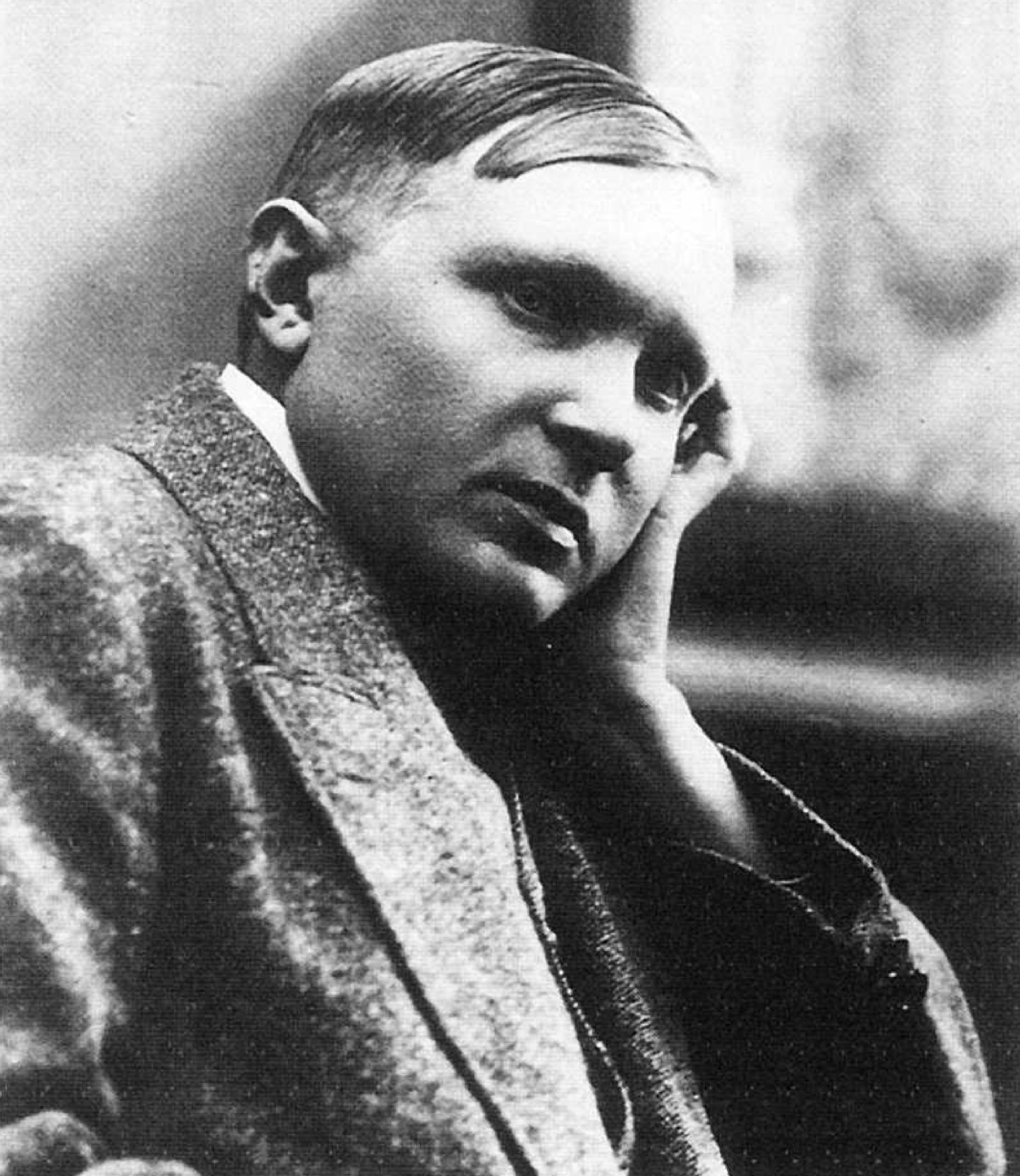
Alfons Petzold (ca. 1910)

Alfons Maria Petzold, Pseudonym De Profundis, (* 24. September 1882 in Fünfhaus; † 25. Jänner 1923 in Kitzbühel) war ein österreichischer Schriftsteller.

## Leben

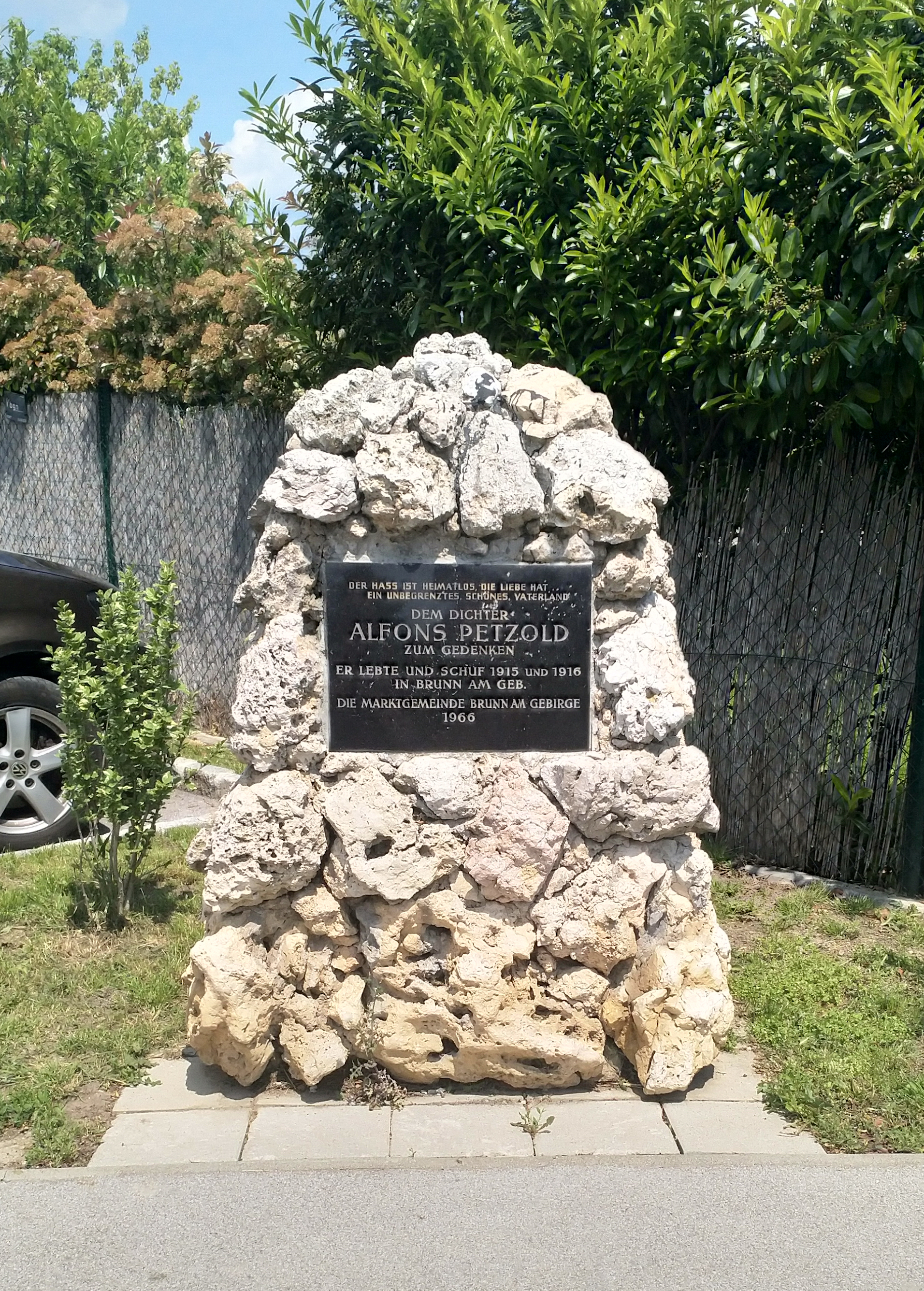
Der Gedenkstein in der Alfons Petzold-Gasse in Brunn am Gebirge

Alfons Petzold war der Sohn eines Arbeiters, der wegen seiner sozialdemokratischen Gesinnung von Sachsen nach Österreich gezogen war. Wegen der schwierigen wirtschaftlichen Situation seiner Eltern war der junge Alfons Petzold trotz seiner schwachen Konstitution früh gezwungen, zum Lebensunterhalt der Familie beizutragen. Er begann eine Lehre in einer Metallschleiferei, die er jedoch abbrach. Danach übte er Hilfstätigkeiten aus und bildete sich durch intensive Lektüre weiter. Petzold fand nach einer kurzen Phase der Begeisterung für die christlich-soziale Bewegung Karl Luegers und deutschnationale Ideen zur Sozialdemokratie. Nach dem Tod der Mutter im Jahre 1902 machte der nunmehr gänzlich mittellose Petzold unter dem Einfluss der Lektüre Tolstois eine Phase religiöser Begeisterung durch. Petzold war 1905/06 in Wien bei der Wochenschrift Der Weg als Redaktionsdiener angestellt und lernte dabei auch Arnold Höllriegel kennen. 1907 war er Mitbegründer des „Ikarus-Clubs“, in dem er mit Freunden sozialistische Theorien debattierte und Kontakt zu dem Anarchisten Rudolf Großmann fand. 1908 wurde bei Petzold eine Tuberkulose-Erkrankung diagnostiziert. Durch die Unterstützung seiner Freunde war es ihm mehrfach möglich, sich zur Heilbehandlung in ein Sanatorium nach Brunn am Gebirge in der Nähe von Wien zu begeben. Für die literarische Karriere Petzolds entscheidend wurde die Begegnung mit dem Sozialdemokraten Josef Luitpold Stern, der 1910 die Veröffentlichung von Petzolds erstem Gedichtband förderte. Eine besondere Freundschaft verband ihn mit Stefan Zweig, die durch zahlreiche Briefwechsel über einen Zeitraum von 1911 bis 1922 dokumentiert ist.
Nach ersten Gedichtbänden folgte 1913 der Roman „Erde“, in dem Petzold seine Krankenhausaufenthalte verarbeitet. Am Ersten Weltkrieg nahm Petzold aus gesundheitlichen Gründen nicht teil, er publizierte allerdings zu Kriegsbeginn Lyrik voller Kriegsbegeisterung, Gewaltphantasien und nationaler Töne (was sein Mentor Stern, der tatsächlich einrücken musste, explizit missbilligte). Er heiratete Hedwig Seraphine Gamillscheg am 25. September 1915 in der Stiftspfarre Heiligenkreuz bei Baden; zu der Zeit war er in der Alten Schmiede (Heiligenkreuz Nr. 22) wohnhaft. 1917 übersiedelte Petzold nach Kitzbühel, wo er ab 1918 sozialdemokratischer Gemeinderat war und ab 1919 die Buchhandlung Moser leitete. Ab 1919 war Petzold freier Mitarbeiter bei der Wiener Zeitung. Sein erfolgreichstes Buch, eine stilisierte Schilderung seiner schweren Kindheit und Jugend, erschien 1920 unter dem Titel „Das rauhe Leben“. Petzold galt mit seinem Werk, in dem er auf eigenwillige Art soziale Thematik und religiöse Sichtweisen bis hin zu Mystik und Pantheismus verband, zu Lebzeiten als bedeutender Arbeiterdichter. Seine Autobiografie wurde nach seinem Tod durch Eingriffe und Kürzungen im nationalistischen Sinne verfälscht; daher war er während des Dritten Reiches als eine Art österreichischer Heimatdichter geduldet und wurde neu aufgelegt. Nach 1945 ist Petzold weitgehend in Vergessenheit geraten.

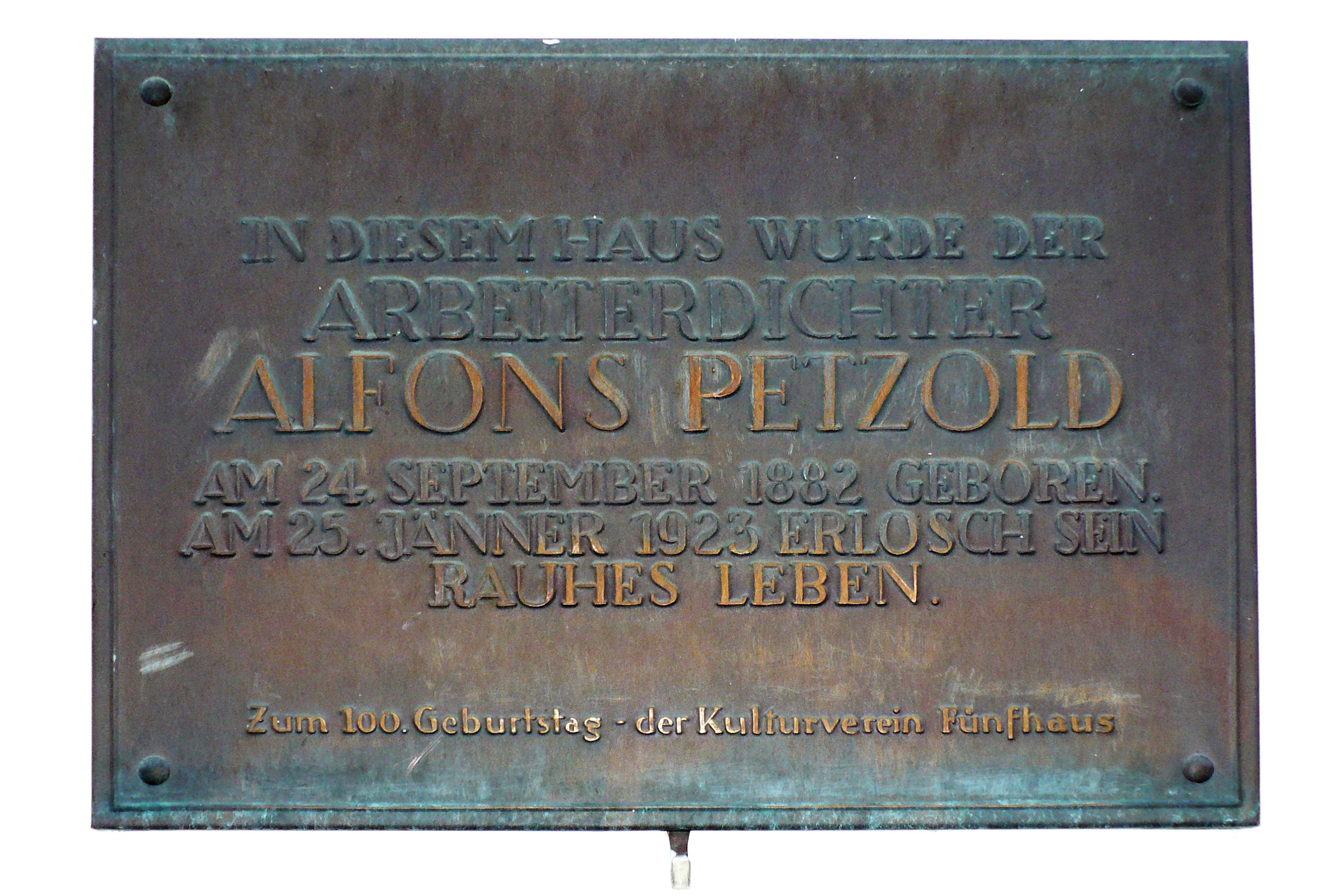
Gedenktafel am Geburtshaus, Robert-Hamerling-Gasse (damals Stadiongasse) 28 in Wien Fünfhaus

Nach seinem Tod wurde der Alfons-Petzold-Hof in Simmering nach ihm benannt. Ebenfalls an den Arbeiterdichter erinnern die Petzoldgasse in Simmering, die Alfons-Petzold-Gasse in Liesing, Perchtoldsdorf und Brunn am Gebirge, eine Petzoldstraße in Innsbruck, Attnang-Puchheim, Linz und Marchtrenk sowie Gedenktafeln im 15. und 16. Wiener Gemeindebezirk.
Sein Nachlass befindet sich im Fritz-Hüser-Institut für Literatur und Kultur der Arbeitswelt in Dortmund, im Archivzentrum der Johann Wolfgang Goethe-Universität Frankfurt am Main sowie in der Handschriftensammlung der Nationalbibliothek Wien. Ein Splitternachlass befindet sich in der Handschriftensammlung der Wienbibliothek im Rathaus.

## Werke
- Trotz alledem!, Wien 1910
- Seltsame Musik, Wien 1911
- Der Ewige und die Stunde, Leipzig 1912
- Memoiren eines Auges, Wien u. a. 1912
- Aus dem Leben und der Werkstätte eines Werdenden, Wien u. a. 1913
- Erde, Wien u. a. 1913
- Heimat Welt, Wien 1913
- Der heilige Ring, Wien u. a. 1914
- Krieg, Wien u. a. 1914
- Johanna, Wien u. a. 1915
- Volk, mein Volk ..., Jena 1915
- Drei Tage, Warnsdorf 1916
- Österreichische Legende, Warnsdorf 1916
- Sil, der Wanderer, Konstanz 1916
- Der stählerne Schrei, Warnsdorf 1916
- Dämmerung der Herzen, Innsbruck 1917
- Das neue Fest, Wien u. a. 1917
- Verklärung, Warnsdorf-Wien 1917
- Von meiner Straße, Warnsdorf u. a. 1917
- Auferstehung, Villach 1918
- Der feurige Weg, Wien u. a. 1918
- Franciscus von Assisi, Warnsdorf u. a. 1918
- In geruhigter Stunde, Konstanz 1918
- Der Dornbusch, Wien u. a. 1919
- Das Buch von Gott, Wien u. a. 1920
- Einkehr, Wien u. a. 1920
- Der Franzl, Wien u. a. 1920
- Menschen im Schatten, Hamburg-Großborstel 1920
- Das rauhe Leben, Berlin 1920
- Der Totschläger und andere Geschichten, Wien 1921
- Frühlingssage, Wien 1922
- Gesang von Morgen bis Mittag, Wien u. a. 1922
- Der Pilgrim, Wien 1922
- Gesicht in den Wolken, Wien u. a. 1923
- Der Irdische, Leipzig 1923
- Das Lächeln Gottes, Leipzig 1923
- Sevarinde, Wien u. a. 1923
- Totentanz, Leipzig 1923
- Gedichte und Erzählungen, Wien 1924
- Das Leben des Arbeiters, Wien 1925
- Das hohe Leuchten, Jena 1939
- Gedichte und Erzählungen, Wien 1947
- Pfad aus der Dämmerung, Wien 1947
- Ich bin voll Sehnsucht, Wien 1948
- Die hundert schönsten Gedichte, Wien 1952
- Ein bißchen Sonne jeden Tag, Wien 1956
- Ein Bruder so wie du, Wien u. a. 1957
- Einmal werden sich die Tage ändern, Graz u. a. 1959
- Alfons Petzold, Stefan Zweig: Briefwechsel, New York u. a. 1998, ISBN 0-8204-3900-2 (zusammen mit Stefan Zweig)
- Ich mit den müden Füßen, Klagenfurt 2002